# Белозор, Ян Карл
Ян Карл Белозор (пол. Jan Karol Białłozor, бел. Ян Караль Белазор, лит. Jonas Karolis Bialozoras; 1596 — 10 февраля 1631) — государственный деятель Великого княжества Литовского, референдарий великий духовный литовский в 1630—1631 годах.

## Биография
Представитель шляхетского рода Белозоров герба «Венява». Сын Станислава, подкомория упицкого, и Дороты Войны, дочери подскарбия придворного литовского Лаврина Войны. Имел также братьев Габриэля и Криштофа. Учился в Виленской академии, Германии и Италии. Занимал посты кусташа виленского, королевского секретаря, до 1630 года был регентом малой канцелярии Великого княжества Литовского. В 1615 году опубликовал два некролога на смерть подканцлера литовского Габриэля Войны.